# エリク・ムルンギ
エリク・ムルンギ（Éric Mouloungui, 1984年4月1日 - ）は、ガボン・ポールジャンティ出身の元サッカー選手。元ガボン代表である。現役時代のポジションはフォワード、ミッドフィールダー。

## 経歴

### クラブ
モアンダのASモアンダスポルでキャリアをスタートさせた。2001年には決勝戦で決勝点となるゴールを決め、ガボン・カップでクラブを優勝に導いている。2002年にフランスのRCストラスブールに移籍。途中FCグーニョンにレンタル移籍に出されたこともあったものの、6年間で111試合出場とレギュラーとして活躍した。2008年に移籍金300万ユーロでOGCニースに移籍した。

### 代表
2010、2012年にアフリカネイションズカップに出場した。